# 为堕胎辩护
《为堕胎辩护》是朱迪思·贾维斯·汤姆森（Judith Jarvis Thomson）于1971年首次发表在《哲学与公共事务》上的一篇道德哲学论文。在承认胎儿有生命权的前提下，汤姆森通过思想实验论证胎儿的生命权并不能凌驾于孕妇对其身体的管辖权之上，因此人工流产在道德上是允许的。在堕胎合法性辩论中，无论是支持一方还是反对一方都对汤姆森的论点提出了许多批评， 但也不断有人依次为堕胎辩护。  因为汤姆森富有想象力的例子和有争议的结论，《为堕胎辩护》一文可能是“当代哲学中转载最广泛的论文”。 

## 论文概述

### 小提琴家的比喻
在“为堕胎辩护”一文中，汤姆森预设胎儿拥有生命权，随后通过一个思想实验为堕胎的合理性辩护：
你早上醒来，发现自己和一个失去知觉的小提琴手背靠背躺在床上。这是一位知名的失去意识的小提琴家。他患有致命的肾病，音乐爱好者协会查阅了所有可用的医疗记录，发现只有你的血型可以延续他的生命。他们因此绑架了你，并在昨晚把这位小提琴家的循环系统接入了你的循环系统，这样你的肾脏就可以同时帮助清除你自己身体和他血液中存在的毒素。如果现在离开你的循环系统，他很快就会死亡；但是九个月后，他将会从病痛中恢复过来，并且可以安全地与您断开连接。 
汤姆森认为，即使这会导致小提琴家的死亡，一个人也有权立刻拔掉管道，断开自己与他的循环系统的联系。因为一个人的生命权有其限制，其中包括不得侵夺他人身体的权利。因此，拔掉小提琴家与你循环系统连接的管道，并没有侵犯他的生命权，只是剥夺了他所无权占有的某些事物（在此为“使用别人的身体”）。 “如果你允许他继续使用你的肾脏，这只是你的善意，而不是他可以向你索取的权利。” 
汤姆森说，出于同样的原因，堕胎并没有侵犯胎儿的合法生命权，只是剥夺了胎儿无权占有的某些事物—未经同意地使用孕妇的身体作为自己的生命维持系统。因此，汤姆森得出结论，怀孕的妇人选择终止妊娠，通常不会侵犯胎儿的生命权，而是收回胎儿对自己身体的使用——尽管这通常会导致胎儿死亡。 

### 第三方参与——“膨胀的孩子”
汤姆森还批评了从第三方批准堕胎来推断一个人具有堕胎权的常用方法。在大多数情况下，一个人的堕胎权可能取决于医生是否愿意进行堕胎手术。如果医生拒绝，那么孕妇的权利就被剥夺了。汤普森认为，将孕妇的权利建立在医生的同意或拒绝之上，乃是忽视了孕妇的完整人格，进而忽视了她们对自己身体的权利。汤普森以假设的“膨胀孩子”为例，说明了自己的意见：
假设你发现自己被困在一个小房子里，身边有一个正在成长的孩子。这间房子很小，而这个孩子长得很快—你已经被挤靠在房子的墙上，几分钟后就会被压死。另一方面，孩子不会被压死；如果不采取任何措施阻止他成长，他可能会受到伤害，但最后他会挤破房子，自由地走出困境。 
汤姆森承认，第三方确实无权选择杀死被压伤的你或那个孩子。但是，这并不意味着生命受到威胁的你不能采取自卫行动，攻击孩子以挽救自己的生命。用在怀孕的情景下，我们可以认为怀孕的你就是屋内的人，胎儿则是成长中的孩子。于是，现在孕妇的生命受到威胁，而胎儿正是造成威胁的人。因为孕妇的生命无故受到威胁，胎儿的生命也无故受到威胁，而两者都是无辜的，因此第三者无权插手做出决定。但是，汤姆森断言，生命受到威胁的人可以进行干预，因此怀孕的人可以合法地堕胎。 
汤姆森继续使用“扩大孩子”的例子，指出：
但是我们不要忘记，母亲和未出生的孩子并不像两个合租一个小房子的租户，不幸地发现两人必须共享这间小房子。相反，母亲拥有整个房子。这一事实使得堕胎权由第三方决定的做法侵犯了母亲更多的权利。不止如此，我们还能看出，第三方无权干涉母亲堕胎的权利。
如果我们宣布说，没有人应当帮助怀孕的人堕胎，就等于承认他们无权控制自己的身体（或财产）。汤姆森说，我们个人没有义务帮助怀孕的人，但这并不排除其他人可能会采取行动的权利。正如汤姆森所提醒的，房子属于怀孕的人；同样，怀胎的身体也属于她们。 

### 自愿性交导致的怀孕——“人的种子”
为了说明自愿性交而怀孕亦有权堕胎，汤姆森提出了“人-种子（people-seeds）”的例子：
再假设一个例子：人的种子像花粉一样在空气中飘荡，如果你打开窗户，一个种子可能会飘进来，在你的地毯或室内挂毯上生根。你不想要孩子，所以你用细网纱遮盖自己的窗户——这是你能买到的最好的保护装置。然而，正如可能发生的那样——并且在非常罕见的情况下确实会发生——其中一块纱窗有个破洞；一颗种子飘进来生根。 
在这个例子中，尽管有预防性的纱窗可以起到避孕的作用，但飞进窗户的“人的种子”代表受孕。故事里的人不希望“人的种子”在自己的房子里扎根，所以她们采取了一切必要的预防措施，用最好的纱窗来保护自己，然后自愿地打开玻璃窗。然而，如果一个人知道，哪怕在最好的保护措施之下，打开窗户透气也会有微小的风险，让“人的种子”通过纱窗的破洞进入室内生根；在这样的事故发生之后，无论我们是否喜欢，知情冒险的事实是否可以剥夺主人拔除入侵者的权利？汤姆森指出，有些人可能会反对拔除“人的种子”，声称“……毕竟，你本可以使用光秃秃的地板和家具，或者在密封的门窗下度过一生”。 但按照这种逻辑，她说，任何人都可以通过简单的子宫切除术来避免因强奸而怀孕——为了预防这种情况而采取的极端措施。汤姆森的结论是，虽然有时胎儿确实有权使用孕妇的身体，但在大多数情况下，胎儿并没有这样的权利。这个类比提出了一个问题：是否所有的堕胎都是不公正的谋杀。 

### 注意事项
汤姆森并不支持无限堕胎权。她举了一个假想的例子，一个女人希望大月份终止妊娠，“只是因为生产会耽搁出国旅行的日程”。汤姆森认为，这是“非常不合理”的做法。
汤姆森还明确拒绝了“孕妇有权杀死自己后代”的说法。她主张孕妇有权停止怀孕，即使这会导致后代死亡，但孕妇无权结束后代的生命。例如，如果晚期流产意外生下一个活着的婴儿，汤姆森的结论是，分娩者无权杀死婴儿。

## 批评
汤姆森的批评者通常会承认一个人有权拔掉连接小提琴家的支持系统，但却试图驳倒这个例子的推理——女人有权堕胎。批评者认为，小提琴家的例子和典型的堕胎案例具有不同的伦理处境。在少数反对拔除支持系统的人中间，彼得·辛格是较为知名的一例。他认为，尽管反直觉，但从功利主义的算计来看，一个人有伦理义务维持小提琴家的生命支持系统。
对于汤姆森“小提琴家”思想试验最常见的反对意见是，她的论点只能说明强奸时堕胎是正当的，尽管汤姆森还使用了其他单独的类比来论证强奸以外的情况。在小提琴家的例子中，怀孕之人被绑架了：他们不同意让小提琴家接入自己的身体，他们也没有采取主动行动，导致小提琴家可以连接在自己身体上——这就像一个因强奸怀孕的人没有做任何事情来导致怀孕。但在某些流产案例中，孕妇因为自愿性交而怀孕，因此要么默认允许胎儿使用自己的身体（默认异议）， 要么有义务维持胎儿，因为孕妇自己导致了胎儿对其身体的需要（责任异议）。 其他常见的反对意见主张，胎儿是孕妇的孩子，而小提琴手是陌生人（陌生人与后代异议）， 或堕胎等同于直接故意杀死胎儿，而拔掉小提琴家的支持系统只是让他自然死亡（殺人及見死不救异议）。 
汤姆森的支持者回答说，小提琴家的例子与典型的堕胎案例之间的所谓差异并不重要，因为批评者所诉诸的因素或者在伦理上并不真正相关，或者这些因素在伦理上相关但不适用于堕胎。汤姆森的支持者还指出，她的“人的种子”论证，与典型的堕胎案例有很强的相似性。 
汤姆森的文章认为，即使胎儿有生命权，堕胎在伦理上也是合理的，从而为堕胎的伦理辩论开辟了一条新途径。她的批评者提出了很多理由来反对其论点，而她的支持者则在哲学期刊上不断地给出回应。

## 尾注
1. ↑  e.g., Schwarz 1990, Beckwith 1993 and Lee 1996 on the anti-abortion side; Tooley 1972, Warren 1973, Steinbock 1992 and McMahan 2002 on the pro-choice side
2. ↑  Kamm 1992; Boonin 2003: ch 4
3. ↑  Parent 1986: vii
4. ↑  Thomson 1971: 48–49.
5. ↑  Thomson 1971: 55
6. ↑  Thomson 1971: 63; Boonin 2003: 133–134
7. ↑  Thomson 1971: 52
8. ↑  Thomson 1971: 52–53
9. ↑  Thomson 1971: 53
10. ↑  Thomson 1971: 54
11. 1 2 3  Thomson 1971: 59
12. ↑  e.g. Warren 1973; Steinbock 1992
13. ↑  e.g. Beckwith 1993; McMahan 2002
14. 1 2  e.g. Schwarz 1990; Beckwith 1993; McMahan 2002
15. ↑  Boonin 2003: 133–281